# ایسوزو جرنی-کیو
ایسوزو جرنی-کیو (Isuzu Journey-Q) خودرویی است که در سال‌های ۱۹۷۶ تا ۲۰۰۱تولید شده‌است.
این خودرو در کلاس اتوبوس قرار گرفته، است. سیستم جعبه‌دندهٔ آن به صورت دستی است.

## نگارخانه

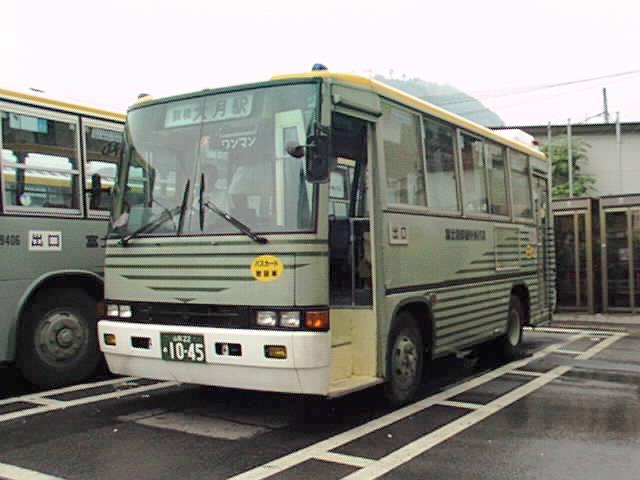
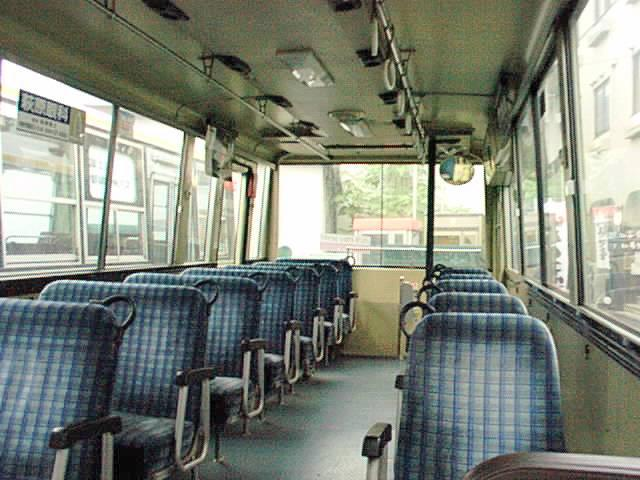
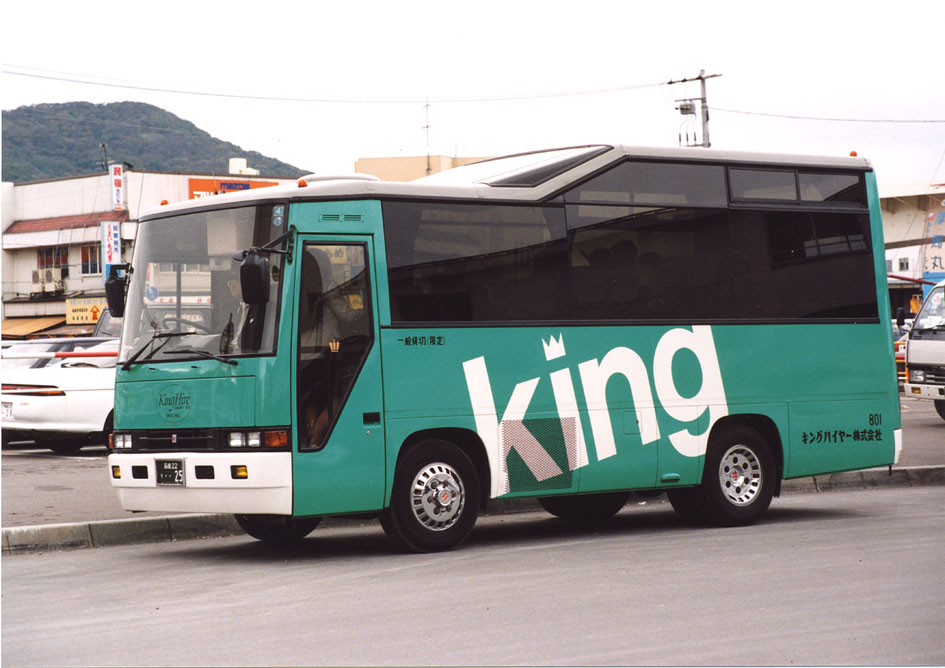